# Carmelo Merlo
Carmelo Merlo (nació el 16 de julio de 1881) fue un esgrimista argentino del Club de Gimnasia y Esgrima La Plata. Compitió en los Juegos Olímpicos de 1924, 1932 y 1936, en la categoría sable.
En las Olimpíadas de 1924 obtuvo el tercer puesto premiado aportado por la esgrima al salir en 5º lugar, Argentina venció a Bélgica en la eliminatoria, a España y Holanda en cuartos de final, y, en semifinal, perdió con Italia, que sería medalla de oro.
Abuelo del también esgrimista olímpico argentino Alberto Lanteri.